# Villette-sur-Ain
Pour les articles homonymes, voir Villette.
Villette-sur-Ain est une commune française, située dans le département de l'Ain en région Auvergne-Rhône-Alpes.
Ses habitants s'appellent les Villetois et les Villetoises.

## Géographie

### Situation
Villette-sur-Ain est baignée par la rivière d'Ain et fait partie de la Dombes. La commune se situe environ à 35 km de Bourg-en-Bresse, chef-lieu du département de l'Ain et 45 km de Lyon.

### Climat
Pour des articles plus généraux, voir Climat d'Auvergne-Rhône-Alpes et Climat de l'Ain.
En 2010, le climat de la commune est de type climat des marges montargnardes, selon une étude du CNRS s'appuyant sur une série de données couvrant la période 1971-2000. En 2020, Météo-France publie une typologie des climats de la France métropolitaine dans laquelle la commune est dans une zone de transition entre le climat semi-continental et le climat de montagne et est dans la région climatique Bourgogne, vallée de la Saône, caractérisée par un bon ensoleillement (1 900 h/an), un été chaud (18,5 °C), un air sec au printemps et en été et des vents faibles.
Pour la période 1971-2000, la température annuelle moyenne est de 11,4 °C, avec une amplitude thermique annuelle de 17,9 °C. Le cumul annuel moyen de précipitations est de 1 105 mm, avec 11,1 jours de précipitations en janvier et 7,4 jours en juillet. Pour la période 1991-2020, la température moyenne annuelle observée sur la station météorologique de Météo-France la plus proche, « Ambérieu », sur la commune de Château-Gaillard à 3 km à vol d'oiseau, est de 11,9 °C et le cumul annuel moyen de précipitations est de 1 117,5 mm,. Pour l'avenir, les paramètres climatiques de la commune estimés pour 2050 selon différents scénarios d'émission de gaz à effet de serre sont consultables sur un site dédié publié par Météo-France en novembre 2022.

## Urbanisme

### Typologie
Au 1er janvier 2024, Villette-sur-Ain est catégorisée bourg rural, selon la nouvelle grille communale de densité à 7 niveaux définie par l'Insee en 2022.
Elle appartient à l'unité urbaine de Châtillon-la-Palud, une agglomération intra-départementale dont elle est une commune de la banlieue,. La commune est en outre hors attraction des villes,.

### Occupation des sols
L'occupation des sols de la commune, telle qu'elle ressort de la base de données européenne d’occupation biophysique des sols Corine Land Cover (CLC), est marquée par l'importance des territoires agricoles (50,9 % en 2018), une proportion sensiblement équivalente à celle de 1990 (51,5 %). La répartition détaillée en 2018 est la suivante : 
forêts (37,3 %), terres arables (25,6 %), zones agricoles hétérogènes (15,2 %), prairies (10,1 %), eaux continentales (4,9 %), espaces verts artificialisés, non agricoles (2,7 %), zones urbanisées (2,2 %), milieux à végétation arbustive et/ou herbacée (2 %).
L'évolution de l’occupation des sols de la commune et de ses infrastructures peut être observée sur les différentes représentations cartographiques du territoire : la carte de Cassini (XVIIIe siècle), la carte d'état-major (1820-1866) et les cartes ou photos aériennes de l'IGN pour la période actuelle (1950 à aujourd'hui).

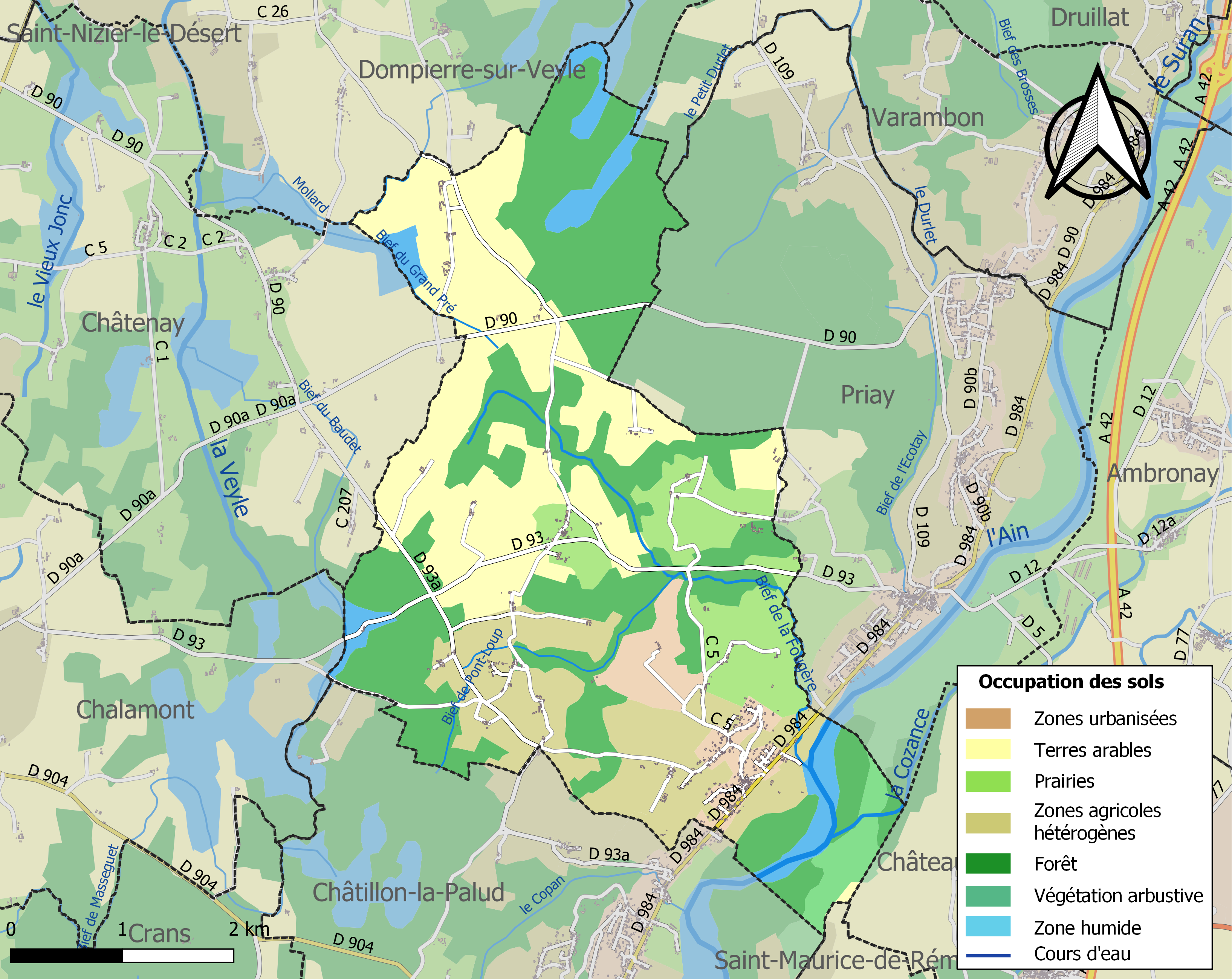
Carte des infrastructures et de l'occupation des sols de la commune en 2018 (CLC).

## Toponymie
Villette : De l'oïl villette, « petite maison des champs », ou « très petite ville ».

## Histoire
Le lieu était occupé pendant l'Antiquité puisque des fouilles menées en 1995, sous l'église du village ont permis de découvrir des monnaies gauloises et romaines ainsi que des céramiques. Toutefois, on ne dispose pas d'archives quant à cette occupation antique.
Au Moyen Âge, Villette fait partie du royaume de Bourgogne en 879, avant de passer sous la suzeraineté des empereurs germaniques, puis de la maison de Savoie au XIIIe siècle, pour être définitivement réunie au royaume de France en 1601. La paroisse est mentionnée dans les archives dès le XIIe siècle. L'église du village est mentionnée dès le IXe siècle comme une dépendance de l'abbaye de Nantua.
La commune était dotée d'un château fort celui de Richemont, qui était complété par des maisons fortes tout autour : Le Vernay, La Moutonnière, Gravagneux et Monjaillon. À cette période, Villette est divisée en deux paroisses : Villette de Loyes (au pied de la rivière de l'Ain) et Villette de Richemont (autour du château du même nom). Elles fusionneront avant la Révolution française.
En 1665, Colbert envoie un questionnaire aux paroisses du royaume de France pour connaitre leur état. La réponse de Villette est la suivante :

« C’est un pays de broussailles et de monticules qui se sème la plus grande partie de seigle et d’avoine. Il y a quelques vignes dont le vin est fort chétif. Il n’y a que deux chétifs brotteaux. Les habitants sont censés pauvres. »

Le 21 mars 1991, Villette prend le nom de Villette-sur-Ain.

## Politique et administration

### Découpage territorial
La commune de Villette-sur-Ain est membre de la communauté de communes de la Dombes, un établissement public de coopération intercommunale (EPCI) à fiscalité propre créé le 1er janvier 2017 dont le siège est à Châtillon-sur-Chalaronne. Ce dernier est par ailleurs membre d'autres groupements intercommunaux.
Sur le plan administratif, elle est rattachée à l'arrondissement de Bourg-en-Bresse, au département de l'Ain et à la région Auvergne-Rhône-Alpes. Sur le plan électoral, elle dépend du  canton de Ceyzériat pour l'élection des conseillers départementaux, depuis le redécoupage cantonal de 2014 entré en vigueur en 2015, et de la quatrième circonscription de l'Ain  pour les élections législatives, depuis le dernier découpage électoral de 2010.

### Administration municipale
| Période | Période  | Identité            | Étiquette | Qualité |
| ------- | -------- | ------------------- | --------- | --- |
| 1870    | 1874     | Jean Scohy          |           | |
|         |          | Roger Perret        |           | |
| 1995    | En cours | Jean-Pierre Humbert | PRG       | Gérant de société Président de la communauté de communes du canton de Chalamont Réélu en 2001, 2008, 2014 et 2020 |

## Démographie
L'évolution du nombre d'habitants est connue à travers les recensements de la population effectués dans la commune depuis 1793. Pour les communes de moins de 10 000 habitants, une enquête de recensement portant sur toute la population est réalisée tous les cinq ans, les populations de référence des années intermédiaires étant quant à elles estimées par interpolation ou extrapolation. Pour la commune, le premier recensement exhaustif entrant dans le cadre du nouveau dispositif a été réalisé en 2006.
En 2022, la commune comptait 763 habitants, en évolution de +1,6 % par rapport à 2016 (Ain : +5,15 %, France hors Mayotte : +2,11 %).
| 1793 | 1800 | 1806 | 1821 | 1831 | 1836 | 1841 | 1846 | 1851 |
| ---- | ---- | ---- | ---- | ---- | ---- | ---- | ---- | ---- |
| 645  | 619  | 646  | 548  | 602  | 624  | 634  | 721  | 701  |

| 1856 | 1861 | 1866 | 1872 | 1876 | 1881 | 1886 | 1891 | 1896 |
| ---- | ---- | ---- | ---- | ---- | ---- | ---- | ---- | ---- |
| 752  | 693  | 630  | 677  | 663  | 658  | 669  | 641  | 631  |

| 1901 | 1906 | 1911 | 1921 | 1926 | 1931 | 1936 | 1946 | 1954 |
| ---- | ---- | ---- | ---- | ---- | ---- | ---- | ---- | ---- |
| 600  | 605  | 575  | 536  | 487  | 473  | 456  | 453  | 394  |

| 1962 | 1968 | 1975 | 1982 | 1990 | 1999 | 2006 | 2011 | 2016 |
| ---- | ---- | ---- | ---- | ---- | ---- | ---- | ---- | ---- |
| 360  | 287  | 341  | 381  | 412  | 472  | 635  | 678  | 751  |

| 2021 | 2022 | - | - | - | - | - | - | - |
| ---- | ---- | - | - | - | - | - | - | - |
| 762  | 763  | - | - | - | - | - | - | - |

## Culture locale et patrimoine

### Lieux et monuments
- Château de Richemont (XIIIe siècle) inscrit au titre des monuments historiques depuis 1927. Le château est situé à 1,5 km au nord-ouest de Priay. Il fut bâti, par Pierre de La Palud, vassal du dauphin de Viennois, dans les dernières années du XIIIe siècle. En 1595, il est ruiné par les troupes du roi de France Henri IV, et en 1603 ce n'est encore qu'une masure. Il est restauré au XVIIe siècle et fut mis au goût du jour au XIXe siècle[24].
- Église Saint-Martin inscrite au titre des monuments historiques depuis 1992.
- Château de la Moutonnière reconstruit vers 1630.
- Motte dite « poype de Brona »[25].

### Personnalités liées à la commune
- Marie Bourgeois, chef cuisinier française, Trois étoiles au Guide Michelin de 1933 à 1937 avec son restaurant situé à Priay, est née à Villette-sur-Ain.
- Louis-Gabriel Michaud (1773-1858), écrivain, imprimeur et libraire français, est né dans la commune.
- Jean Scohy (1824 - 1897), peintre français, a été maire de la commune de 1870 à 1874.

### Cinéma
- 2007 : Le Fils de l'épicier d'Éric Guirado a été partiellement tourné à Villette-sur-Ain.

### Héraldique
| Blason de Villette-sur-Ain | Blason  | Tiercé en pairle : au premier de gueules aux deux clefs d'or passées en sautoir, au deuxième palé d'or et de sable de six pièces, au troisième burelé de sable et d'or de dix pièces, au pairle d'argent brochant sur la partition chargé de trois mouchetures d'hermine de sable. |
| Blason de Villette-sur-Ain | Détails | |